# Erwin Deyhle
Erwin Deyhle (Stoccarda, 24 gennaio 1914 – 28 novembre 1989) è stato un calciatore tedesco, di ruolo portiere.